# Distribuição de Poisson

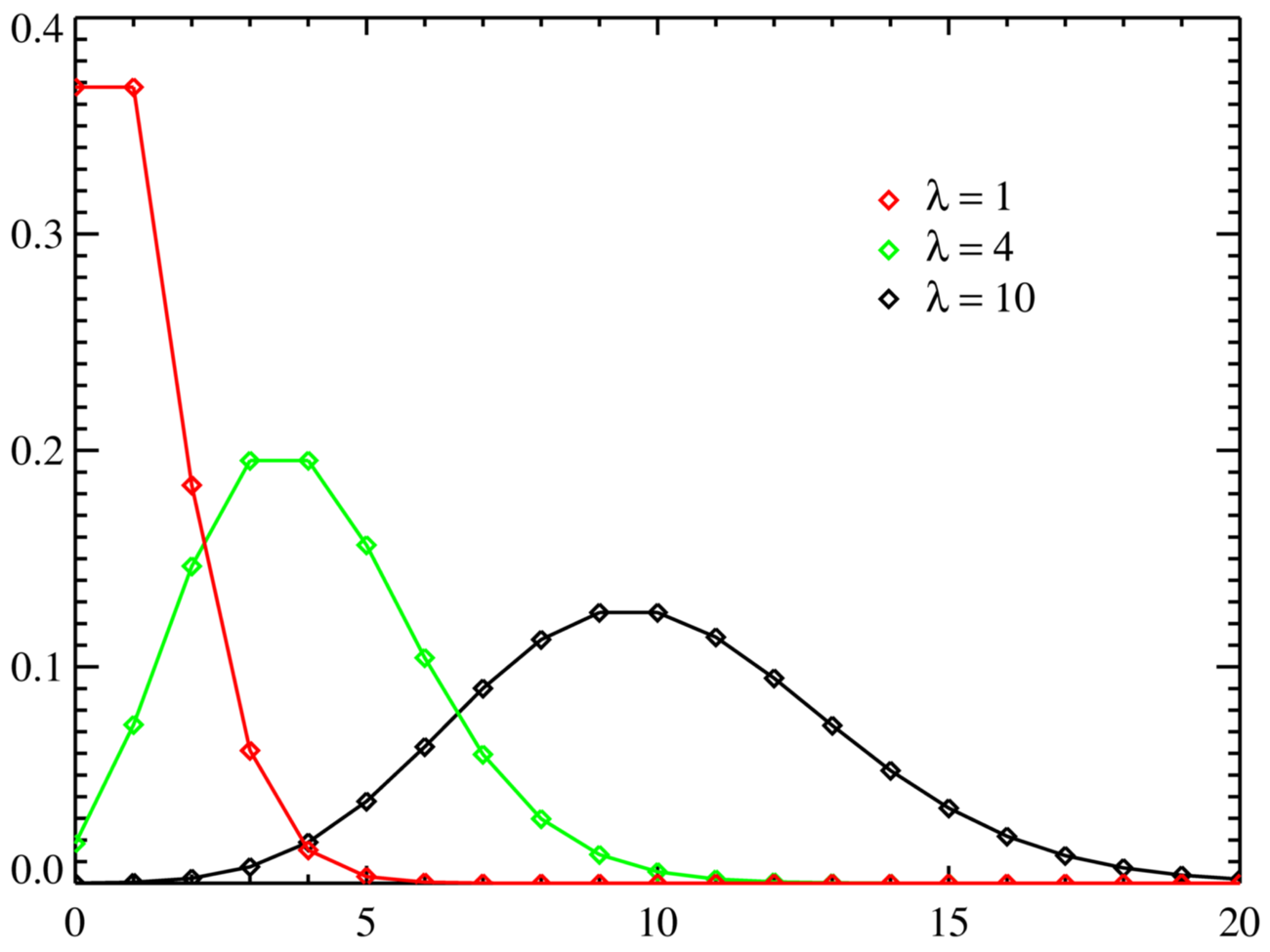
Função de probabilidade da distribuição de Poisson para vários valores de λ.

Na teoria da probabilidade e na estatística, a distribuição de Poisson é uma distribuição de probabilidade discreta que expressa a probabilidade de um determinado número de eventos ocorrer em um intervalo fixo de tempo ou espaço se esses eventos ocorrerem com uma taxa média constante conhecida e independentemente do tempo desde o último evento.
A distribuição foi descoberta por Siméon Denis Poisson (1781–1840) e publicada, conjuntamente com a sua teoria da probabilidade, em 1838 no seu trabalho Recherches sur la probabilité des jugements en matières criminelles et matière civile ("Pesquisa sobre a probabilidade em julgamentos sobre matérias criminais e civis").  O trabalho focava-se em certas variáveis aleatórias N que contavam, entre outras coisas, o número de ocorrências discretas de um certo fenômeno durante um intervalo de tempo de determinada duração. A probabilidade de que existam exactamente k ocorrências (k sendo um inteiro não negativo, k = 0, 1, 2, ...) é
{\displaystyle f(k;\lambda )={\frac {e^{-\lambda }\lambda ^{k}}{k!}},\,\!}
onde
- e é base do logaritmo natural (e = 2.71828...),
- k! é o fatorial de k,
- λ é um número real, igual ao número esperado de ocorrências que ocorrem num dado intervalo de tempo. Por exemplo, se o evento ocorre a uma média de 4 minutos, e estamos interessados no número de eventos que ocorrem num intervalo de 10 minutos, usaríamos como modelo a distribuição de Poisson com λ=10/4= 2.5.

Como função de k, esta é a função de probabilidade. A distribuição de Poisson pode ser derivada como um caso limite da distribuição binomial.

## Processo de Poisson
A distribuição de Poisson aparece em vários problemas físicos, com a seguinte formulação: considerando uma data inicial (t = 0), seja N(t) o número de eventos que ocorrem até uma certa data t. Por exemplo, N(t) pode ser um modelo para o número de impactos de asteroides maiores que um certo tamanho desde uma certa data de referência.
Uma aproximação que pode ser considerada é que a probabilidade de acontecer um evento em qualquer intervalo não depende (no sentido de independência estatística) da probabilidade de acontecer em qualquer outro intervalo disjunto.
Neste caso, a solução para o problema é o processo estocástico chamado de Processo de Poisson, para o qual vale:
{\displaystyle P[N(t)=K]={\frac {e^{-\lambda t}(\lambda t)^{k}}{k!}},\,\!}
em que λ é uma constante (de unidade inversa da unidade do tempo)[carece de fontes?].
Ou seja, o número de eventos até uma época qualquer t é uma distribuição de Poisson com parâmetro λ t.

## Propriedades

### Média
O valor esperado de uma distribuição de Poisson é igual a λ. Esta propriedade pode ser derivada facilmente:
|  | Em linguagem matemática | Em Português |
|  | --- | --- |
|  | {\displaystyle E\left[X\right]=\sum _{k=0}^{\infty }k\mathbb {P} \left[X=k\right]} | Por definição, a esperança de uma variável aleatória X é igual à soma de cada uma das suas possíveis ocorrências ponderadas pela probabilidade de que estas ocorrências aconteçam. |
|  | {\displaystyle E\left[X\right]=\sum _{k=0}^{\infty }k\left[{\frac {e^{-\lambda }\lambda ^{k}}{k!}},\,\!\right]} | No caso de variáveis com distribuição, a probabilidade de que determinado evento ocorra é calculado por :{\displaystyle f(k;\lambda )={\frac {e^{-\lambda }\lambda ^{k}}{k!}}}. Portanto, este valor foi substituído na fórmula. |
|  | {\displaystyle E\left[X\right]={\begin{matrix}\underbrace {0\left[{\frac {e^{-\lambda }\lambda ^{0}}{0!}},\,\!\right]} \\k=0\end{matrix}}+{\begin{matrix}\underbrace {1\left[{\frac {e^{-\lambda }\lambda ^{1}}{1!}},\,\!\right]} \\k=1\end{matrix}}+{\begin{matrix}\underbrace {2\left[{\frac {e^{-\lambda }\lambda ^{2}}{2!}},\,\!\right]} \\k=2\end{matrix}}+...} | Esta expressão equivale à expressão da linha imediatamente superior; apenas se substituiu a expressão de somatório pela soma infinita para melhor compreensão. Note que como o primeiro termo é sempre igual a zero, podemos reescrever {\displaystyle E\left[X\right]=\sum _{k=0}^{\infty }k\left[{\frac {e^{-\lambda }\lambda ^{k}}{k!}}\right]=\sum _{k=1}^{\infty }k\left[{\frac {e^{-\lambda }\lambda ^{k}}{k!}}\right]} |
|  | Como {\displaystyle \sum _{k=1}^{\infty }k\left[{\frac {e^{-\lambda }\lambda ^{k}}{k!}}\right]=\sum _{k=1}^{\infty }\lambda \left[{\frac {e^{-\lambda }\lambda ^{k-1}}{(k-1)!}}\right]} | Fazemos uma substituição para facilitar o cálculo. |
|  | {\displaystyle E\left[X\right]=\lambda \sum _{k=1}^{\infty }\left[{\frac {e^{-\lambda }\lambda ^{k-1}}{(k-1)!}}\right]} | Tomamos a substituição acima e tiramos a constante {\displaystyle \lambda } para fora do somatório (pois o primeiro termo da expressão imediatamente superior é igual à {\displaystyle \lambda *1}. |
|  | {\displaystyle E\left[X\right]=\lambda e^{-\lambda }\sum _{k=0}^{\infty }\left[{\frac {\lambda ^{k}}{(k)!}}\right]} | Nova transformação para facilitar os cálculos... |
|  | {\displaystyle E\left[X\right]=\lambda e^{-\lambda }} {\displaystyle \left[{\frac {\lambda ^{0}}{(0)!}}+{\frac {\lambda ^{1}}{(1)!}}+{\frac {\lambda ^{2}}{(2)!}}+{\frac {\lambda ^{3}}{(3)!}}+...\right]} | Abrindo o somatório, verifica-se que a série converge para {\displaystyle e^{\lambda }} |
|  | {\displaystyle E\left[X\right]=\lambda e^{-\lambda }e^{\lambda }} | Obtemos {\displaystyle e^{-\lambda }e^{\lambda }=e^{0}=1} |
|  | {\displaystyle E\left[X\right]=\lambda } | Como queríamos demonstrar |

### Variância (var⁡(X){\displaystyle \operatorname {var} (X)},σX2{\displaystyle \sigma _{X}^{2}}ouσ2{\displaystyle \sigma ^{2}})
A variância de uma distribuição de Poisson é igual a {\displaystyle \lambda }, como podemos demonstrar.
Sabendo que {\displaystyle \operatorname {var} (X)=\operatorname {E} (X^{2})-(\operatorname {E} (X))^{2}} e {\displaystyle {E}(X)=\lambda }
Calculamos o segundo momento {\displaystyle {E}(X^{2})}, para uma variável aleatória discreta:
{\displaystyle E\left[X^{2}\right]=\sum _{k=0}^{\infty }k^{2}\left[{\frac {e^{-\lambda }\lambda ^{k}}{k!}}\,\!\right]} Expandindo o somatório
{\displaystyle E\left[X^{2}\right]=1^{2}\left[{\frac {e^{-\lambda }\lambda ^{1}}{1!}}\,\!\right]+2^{2}\left[{\frac {e^{-\lambda }\lambda ^{2}}{2!}}\,\!\right]+3^{2}\left[{\frac {e^{-\lambda }\lambda ^{3}}{3!}}\,\!\right]+...+n^{2}\left[{\frac {e^{-\lambda }\lambda ^{n}}{n!}}\,\right]+...\!}  Simplificando os termos ao quadrado com os fatoriais
{\displaystyle E\left[X^{2}\right]=\left[{e^{-\lambda }\lambda ^{1}}\right]+2\left[{e^{-\lambda }\lambda ^{2}}\right]+3\left[{\frac {e^{-\lambda }\lambda ^{3}}{2!}}\,\!\right]+...+n\left[{\frac {e^{-\lambda }\lambda ^{n}}{(n-1)!}}\,\right]+...\!}  Colocando {\displaystyle \lambda } e {\displaystyle e^{-\lambda }} em evidência
{\displaystyle E\left[X^{2}\right]={e^{-\lambda }}{\lambda }{\biggl [}1+2{\lambda }+3{\frac {\lambda ^{2}}{2!}}+...+n{\frac {\lambda ^{n-1}}{(n-1)!}}+...{\biggr ]}}
{\displaystyle E\left[X^{2}\right]={e^{-\lambda }\lambda }\sum _{n=1}^{\infty }n\left[{\frac {\lambda ^{n-1}}{(n-1)!}}\right]} fazendo {\displaystyle n-1=k} e {\displaystyle n=k+1}
{\displaystyle E\left[X^{2}\right]={e^{-\lambda }\lambda }\sum _{k=0}^{\infty }{\left[k+1\right]}\left[{\frac {\lambda ^{k}}{k!}}\right]}
{\displaystyle E\left[X^{2}\right]={e^{-\lambda }\lambda }\sum _{k=0}^{\infty }{\left[{k{\frac {\lambda ^{k}}{k!}}}+{\frac {\lambda ^{k}}{k!}}\right]}}
{\displaystyle E\left[X^{2}\right]={e^{-\lambda }\lambda }\left[\sum _{k=0}^{\infty }{{k{\frac {\lambda ^{k}}{k!}}}+{\sum _{k=0}^{\infty }{\frac {\lambda ^{k}}{k!}}}}\right]} Série de Taylor Função Exponencial {\displaystyle \sum _{k=0}^{\infty }{\frac {\lambda ^{k}}{k!}}} converge para {\displaystyle e^{\lambda }}
{\displaystyle E\left[X^{2}\right]={e^{-\lambda }\lambda }\left[\sum _{k=0}^{\infty }{{k{\frac {\lambda ^{k}}{k!}}}+e^{\lambda }}\right]} Expandindo o somatório
{\displaystyle E\left[X^{2}\right]={e^{-\lambda }\lambda }\left[{{0{\frac {\lambda ^{0}}{0!}}}+{1{\frac {\lambda ^{1}}{1!}}}+{2{\frac {\lambda ^{2}}{2!}}}+{3{\frac {\lambda ^{3}}{3!}}}+...+{k{\frac {\lambda ^{k}}{k!}}}+e^{\lambda }}\right]} Simplificando os termos ao quadrado com os fatoriais
{\displaystyle E\left[X^{2}\right]={e^{-\lambda }\lambda }\left[{{\lambda }+{\lambda ^{2}}+{\frac {\lambda ^{3}}{2!}}+...+{\frac {\lambda ^{k}}{(k-1)!}}+e^{\lambda }}\right]} Colocando {\displaystyle \lambda } em evidência
{\displaystyle E\left[X^{2}\right]={e^{-\lambda }\lambda }\left[\lambda {\biggl (}{{1}+{\lambda }+{\frac {\lambda ^{2}}{2!}}+...+{\frac {\lambda ^{k-1}}{(k-1)!}}{\biggr )}+e^{\lambda }}\right]}
{\displaystyle E\left[X^{2}\right]={e^{-\lambda }\lambda }\left[\lambda {{\sum _{k=1}^{\infty }{\frac {\lambda ^{k-1}}{(k-1)!}}}+e^{\lambda }}\right]} fazendo {\displaystyle k-1=n}
{\displaystyle E\left[X^{2}\right]={e^{-\lambda }\lambda }\left[\lambda {{\sum _{n=0}^{\infty }{\frac {\lambda ^{n}}{n!}}}+e^{\lambda }}\right]} Série de Taylor Função Exponencial {\displaystyle \sum _{n=0}^{\infty }{\frac {\lambda ^{n}}{n!}}} converge para {\displaystyle e^{\lambda }}
{\displaystyle E\left[X^{2}\right]={e^{-\lambda }\lambda }{\biggl [}\lambda {e^{\lambda }+e^{\lambda }}{\biggr ]}}
{\displaystyle E\left[X^{2}\right]={e^{-\lambda }}{\lambda ^{2}}{e^{\lambda }}+{e^{-\lambda }{\lambda }{e^{\lambda }}}}
{\displaystyle E\left[X^{2}\right]={\lambda ^{2}}+{\lambda }}
Substituindo {\displaystyle \operatorname {E} (X^{2})} e {\displaystyle {E}(X)} em {\displaystyle \operatorname {var} (X)=\operatorname {E} (X^{2})-(\operatorname {E} (X))^{2}}
{\displaystyle \operatorname {var} (X)={\lambda ^{2}}+{\lambda }-{\lambda ^{2}}}
{\displaystyle \operatorname {var} (X)={\lambda }}

### Soma de variáveis
A soma de duas variáveis de Poisson independentes é ainda uma variável de Poisson com parâmetro igual à soma dos respectivos parâmetros. Ou seja, se {\displaystyle X_{i}\sim \mathrm {Poisson} (\lambda _{i})\,} segue uma distribuição de Poisson com parâmetro {\displaystyle \lambda _{i}\,} e as variáveis aleatórias {\displaystyle X_{i}} são estatisticamente independentes, então
{\displaystyle Y=\sum _{i=1}^{N}X_{i}\sim \mathrm {Poisson} \left(\sum _{i=1}^{N}\lambda _{i}\right)\,} também segue uma distribuição de Poisson cujo parâmetro é igual à soma dos {\displaystyle \lambda _{i}\,}.
Por exemplo, {\displaystyle X_{1}} é uma variável aleatória que representa o número de óbitos por mil nascimentos na cidade "A" (distribuição de Poisson com média 1,2, digamos) e {\displaystyle X_{2}} é uma variável aleatória que representa o número de óbitos por mil nascimentos na cidade "B" (variável de Poisson com média 3). Ao todo, o número de óbitos por mil nascimentos nas cidades "A" e "B" têm distribuição de Poisson com média {\displaystyle \sum _{i=1}^{2}\lambda _{i}=1,2+3=4,2}.

### Intervalo de confiança
Um método rápido e fácil para calcular um intervalo de confiança de aproximada de λ, é proposto na Guerriero (2012). Dado um conjunto de eventos k (pelo menos 15 - 20) ao longo de um período de tempo T, os limites do intervalo confiança para a frequência são dadas por:
{\displaystyle F_{low}=(1-{\frac {1.96}{\sqrt {k-1}}}){\frac {k}{T}}}
{\displaystyle F_{upp}=(1+{\frac {1.96}{\sqrt {k-1}}}){\frac {k}{T}}}
em seguida, os limites do parâmetro {\displaystyle \lambda } são dadas por: {\displaystyle \lambda _{low}=F_{low}T;\lambda _{upp}=F_{upp}T}.

## Exemplos
A distribuição de Poisson representa um modelo probabilístico adequado para o estudo de um grande número de fenômenos observáveis. Eis alguns exemplos:
- Chamadas telefônicas por unidade de tempo;
- Defeitos por unidade de área;
- Acidentes por unidade de tempo;
- Chegada de clientes a um supermercado por unidade de tempo;
- Número de glóbulos visíveis ao microscópio por unidade de área;
- Número de partículas emitidas por uma fonte de material radioativo por unidade de tempo.